# Centemopsis fastigiata
Centemopsis fastigiata är en amarantväxtart som först beskrevs av Karl Suessenguth, och fick sitt nu gällande namn av C. C. Towns. Centemopsis fastigiata ingår i släktet Centemopsis och familjen amarantväxter. Inga underarter finns listade i Catalogue of Life.